# District d'Ebebiyín
Le district d’Ebebiyín  (en espagnol : distrito de Ebebiyín) est un district de Guinée équatoriale, constitué par la partie orientale de la Province de Kié-Ntem, dans la région continentale de la Guinée équatoriale. Il a pour chef-lieu la ville d'Ebebiyín. Le recensement de 1994 y a dénombré 45 557 habitants.